# ماهی چشم‌درشت باله‌کوتاه
ماهی چشم‌درشت باله‌کوتاه (نام علمی: Priacanthus blochii) نام یک گونه از تیره تیبرماهیان است.